# What You Waiting For?
What You Waiting For? is een single van Gwen Stefani, afkomstig van haar eerste solo-album Love. Angel. Music. Baby.. Het was de eerste single van het album en de eerste track op het album. Het nummer werd geschreven door Stefani en Linda Perry. De single werd in de Verenigde Staten uitgebracht op 28 september 2004 en in Europa op 15 november van datzelfde jaar. Stefani werd voor deze song genomineerd voor Beste Prestatie van een Vrouwelijke Popzangeres op de Grammy Awards uit 2005.

## Achtergrond
Songwriter Linda Perry had Stefani in 2003 voorgesteld om samen liedjes te schrijven. Toen het zo ver was had Stefani net een tour achter de rug met No Doubt en was ze moe en vond geen inspiratie. Ze schreven samen een eerste song, waar ze toch niet helemaal tevreden over waren. 's Nachts schreef Perry een andere song met de bedoeling om Stefani te motiveren en toen zij die song de volgende dag hoorde was ze onder de indruk, waarop Perry haar zei, "Waar wacht je op?" (What you waiting for?). Geprikkeld begonnen de twee opnieuw te schrijven. Het resultaat was een song over het hebben van een schrijversblok en het niet vinden van inspiratie. Tijdens het schrijven kwam Stefani op het idee van de de Harajuku Girls.

## Kritieken
What You Waiting For? werd goed onthaald door de muziekpers, al verschenen er ook minder goede recensies. Entertainment Weekly schreef dat deze song de beste was van het album. De BBC had het over stormende beats en een enthousiaste songtekst. PopMatters had dan weer minder goede commentaren op de song.

## Videoclip
De videoclip werd geregisseerd door Francis Lawrence. In het begin van de meer dan acht minuten durende video is er een gedeelte waar niet gezongen wordt. In dat gedeelte telefoneert Stefani onder meer met haar manager om te vertellen dat ze geen inspiratie heeft en moe is. Uiteindelijk belandt ze in een opnamestudio waar ze een vragenlijst invult. Wanneer ze een klok hoort tikken, neemt ze die in haar hand en valt achterover van haar stoel. Dan start de song en belandt ze in een fantasiewereld waar de inspiratie als vanzelf lijkt te komen.
De video werd goed ontvangen. Stylus Magazine vergeleek de video met Michael Jackson's "Thriller" video. Op de MTV Video Music Awards van 2005 kreeg de video een nominatie voor Best Editing en won het de prijs voor Best Art Direction.

## Hitnotering
What You Waiting For? kwam op 27 november 2004 binnen in de Vlaamse Ultratop 50. De single stond vijftien weken in de hitparade en bereikte met een achtste plaats zijn hoogste positie. In de Nederlandse Top 40 bereikte de song een zevende plaats en bleef in totaal veertien weken in de hitparade staan.

## Inhoud cd-single
1. "What You Waiting For?" (Album Version) -3:43
2. "What You Waiting For?" (Jacques Lu Cont's Thin White Duke Mix) -8:02
3. "What You Waiting For?" (Jacques Lu Cont's Thin White Duke Dub) -8:22
4. "What You Waiting For?" Video (Director's Cut) -8:39